# 金恩恵
金 恩恵（キム ウンヘ、1988年5月15日 - ）は、韓国出身のハンドボール選手。日本ハンドボールリーグの飛騨高山ブラックブルズ岐阜所属。

## 経歴
貞信高等学校卒業後、釜山施設管理公団でプレー。その後富士大学へ入学した。
2013年に飛騨高山ブラックブルズ岐阜へ加入。2013-14年シーズンはチームトップの54得点を挙げた。
2014-15年シーズンはリーグ5位の85得点を記録。
2015-16年シーズンはリーグ12位タイ・チームトップの37得点を挙げた。
2016-17年シーズンはリーグ8位タイとなる63得点を記録した。
2017-18年シーズンはチームトップ（リーグ21位）の66得点を記録。
2019-20年シーズンから背番号を「2」へ変更。

## 詳細情報

### 年度別成績
| 年       | チーム   | 試合 | フィールド 得点 | 率   | 7m    | 合計    | 警告 | 退場 | 失格 |
| -------- | -------- | ---- | --------------- | ---- | ----- | ------- | ---- | ---- | ---- |
| 2013-14  | 高山     | 17   | 41/95           | .432 | 13/16 | 54/111  | 8    | 8    | 0    |
| 2014-15  | 高山     | 18   | 72/151          | .477 | 13/19 | 85/170  | 8    | 5    | 0    |
| 2015-16  | 高山     | 10   | 30/83           | .361 | 7/11  | 37/94   | 4    | 2    | 0    |
| 2016-17  | 高山     | 18   | 47/111          | .423 | 16/19 | 63/130  | 6    | 4    | 0    |
| 2017-18  | 高山     | 23   | 55/146          | .377 | 11/18 | 66/164  | 8    | 9    | 0    |
| 2018-19  | 高山     | 24   | 38/119          | .319 | 1/5   | 39/124  | 5    | 7    | 0    |
| JHL：6年 | JHL：6年 | 110  | 283/705         | .401 | 61/88 | 344/793 | 39   | 35   | 0    |

- 各年度の太字はリーグ最高

### 記録

#### 日本ハンドボールリーグ
- フィールドゴール初得点：2013年9月7日、対広島メイプルレッズ戦（中区スポーツセンター）[8]
- 7mスロー初得点：2013年9月15日、対三重バイオレットアイリス戦（大垣市総合体育館）[9]
- 通算200得点：2016年10月30日、対ソニーセミコンダクタマニュファクチャリング戦（飛騨高山ビッグアリーナ）[10]
- 通算300得点：2018年2月24日、対プレステージ・インターナショナル アランマーレ戦（アルビス小杉総合体育センター）[11]

### 背番号
- 17 (2013年 - 2019年)
- 2 (2019年 - )